# Münster-völgy
A Münster-völgy, vagy Müstair-völgy (németül: Münstertal, romans nyelven Val Müstair) egy alpesi völgy Svájc keleti részén, Graubünden kanton Inn kerületében. Hat település tartozik hozzá, a névadó Müstair-község mellett Tschierv, Fuldera, Lü, Valchava és Santa Maria Val Müstair.

## Földrajza

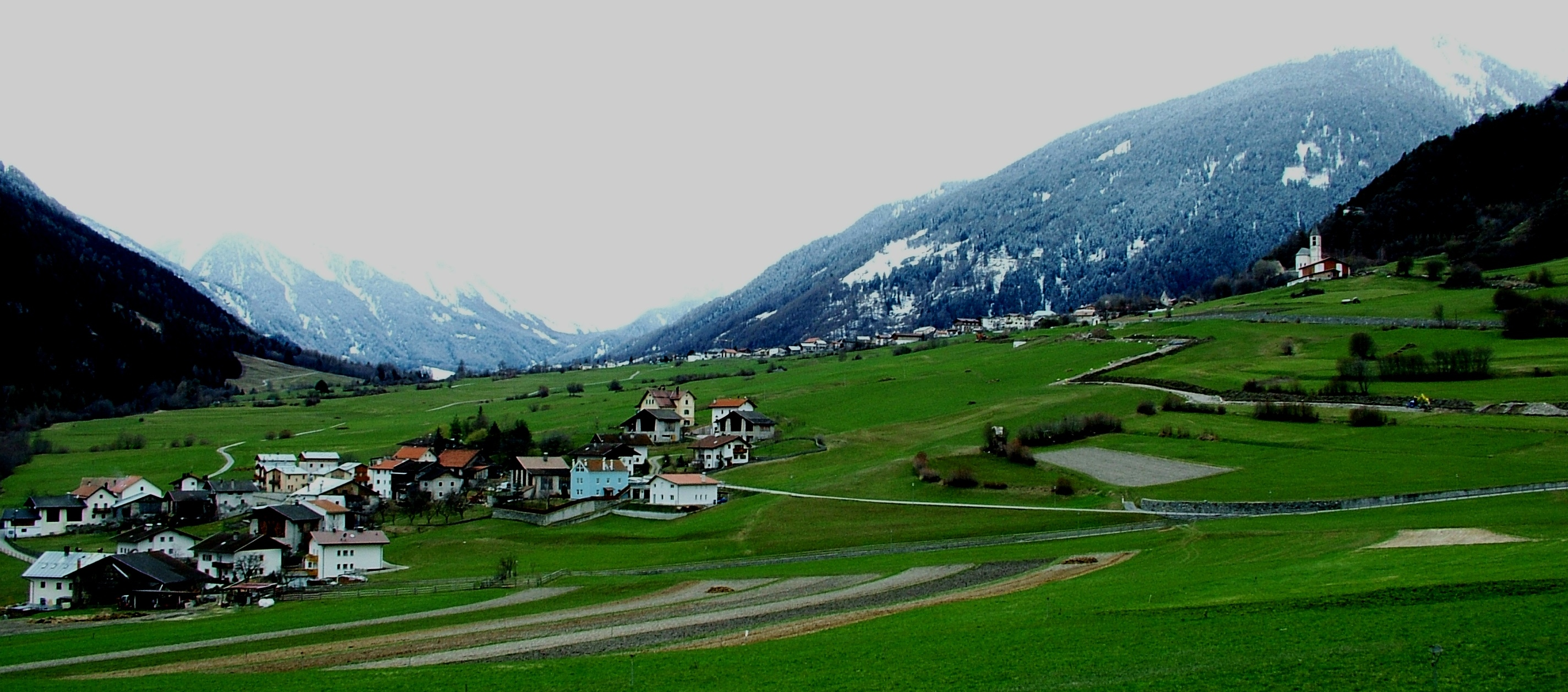
Münster-völgy (2008)

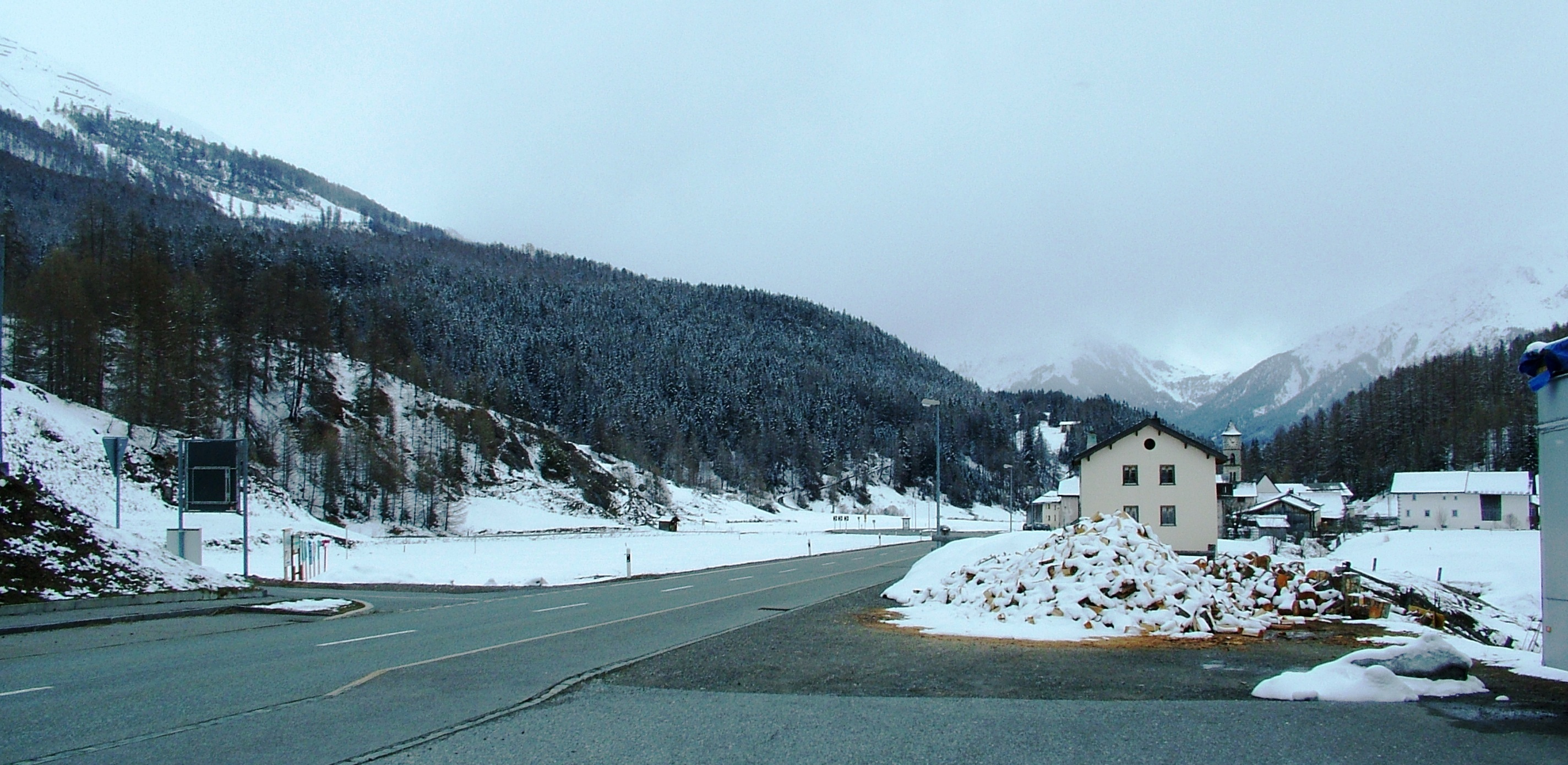
Münster-völgy (2008)

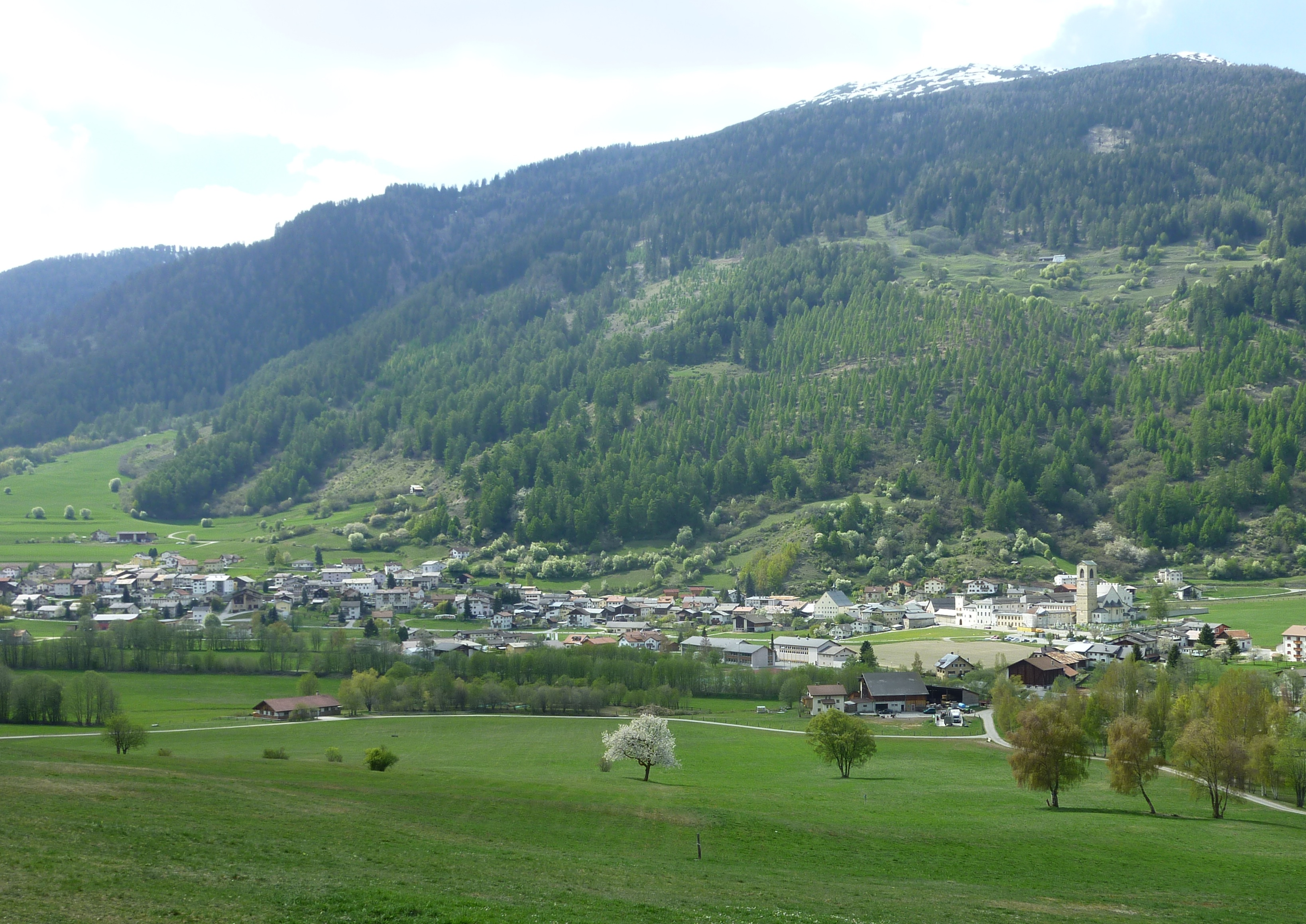
Münster-völgy (2008)

Tágabb környezete az Inn folyó vízgyűjtő területéhez tartozó Mora-völgy. A környék további területei már a Rom (Rombach)-tól a dél-tiroli (Vinschgau-i) Glurns (olaszul: Glorenza) melletti Etsch (Adige) folyó vízgyűjtőjéhez tartoznak. A Fuorn-hágó-tól (Ofen-hágótól) az olasz határig terjedő völgy mintegy 26 km hosszú és 19,908 hektárnyi felföld.
A terület magashegyvidéki jellege minden vonatkozásban meghatározó jelentőségű. Nyugati szomszédságában található a 2149 méter magas Fuorn-hágótól elterülő Svájci Nemzeti Park védett területe. Északról és délről a völgyet 3000 méter magasságig emelkedő hegyek határolják, ezeken csak magashegyi hágókon át lehet időszakos közúti kapcsolatot tartani Olaszország (Umbrail-hágó: 2501 m), és a svájci Engadin irányában, Fuorn településrésztől kiágazó úton, Livigno felé.
A keletre kissé tölcséresedő völgy az év legnagyobb részében viszonylag könnyebben megközelíthető az olaszországi Val Venosta (Vinschgau)-völgyben haladó utakról. Az dőjárási viszonyok ebben a térségben bármikor előidézhetnek – elsősorban a magashegyi hágókon – útlezárásokat:
- É: 40. sz.: Reschen-hágó 1504 m > Ausztria,
- K: 38. sz.: Meran,
- D: 38. sz.: Stilfser Joch (Stilfs/Stelvio-hágó): 2758 m > Bormio felé.

A Zernez-től a Fuorn-hágó-ig terjedő völgyrész bioszféra-rezervátum.

## Története
1290–ben a korabeli forrásoka kolostor archeológiai kutatásai során egy 'bronzkori cölöpház' maradványaira találtak, valamint 'római-kori' településnyomokra is, ami a térség ős/ó-kori lakottságát igazolja. A völgy szigorúan vett története azonban csak a 8. század második felétől, a münstairi kolostor létesítésétől számítható, aztán ezt követően a középkori történelem során a Münster-völgy (Val Müsair) dinamikusan fejlődött tovább.   
A 14. századtól a völgy felső részén bányászat folyt. Az 1367-ben létrejött templom-szövetségen (Gotteshausbund) belül, az Oberes (Felső-) Vintschgau településeit magába foglaló völgyet hivatalosan 'Obcalven'-nek, a másik felét 'Untercalven'-nek nevezték. A közigazgatási központi hely (a magyar szóhasználat ezt hiteleshelynek nevezte, ahol hitelesített jogi írások, szerződések, bíráskodások, iratok készültek) Müstair volt.
A Fuorn-hágó vonaláig terjedő völgy virágzása töretlen volt (ebben az időben a völgy felett a Chur-i püspök gyakorolt felügyeletet). Az innen induló, déli Valtelina (Veltlin)-be, Bormio felé, az   Umbrail-hágó kiépítése már a Stilfser Joch kiépítése előtt is fontos stratégiai útnak számított, mivel az Engadin felé biztosított kapcsolatot, s ez tovább növelte a völgy és az itteni település(ek) jelentőségét.
Az 1499. évi „calveni csata”" előtt és alatt a völgyet az osztrák csapatok feldúlták és kirabolták. A felső völgy öt településén a reformáció meglehetősen korán megerősödött, az új hitet 1530 körül vették fel. Mindezzel szemben Müstair, – a kolostortelepülés – katolikus maradt. A „szövetségi zavargások” idején' (1620-1635) a völgyben osztrák, francia és spanyol megszálló csapatok váltották egymást. Chur püspöke 1720-ban a völgyet szerződéssel az osztrákoktól megvásárolta 21 000 guldenért. 1762-ben aztán a hármas szövetség ugyanezen szerződés alapján kierőszakolta a visszavásárlást.
1798-99-ben osztrák és francia csapatok tartották megszállás alatt a völgyet. Helvetika létrejöttét követően az Inn-völgyi Kerületbe tartozott.
Az 1854-es új, „szövetségi kanton-törvény” szerint vált a Münster-völgyi járás hat településével politikailag önállóvá. Az 1870-72 között megépített Fuorn-hágó jobb összeköttetést teremtett a Müstair-völgy és a többi svájci terület között. 1898-1901 között az 'Umbrail-út' egy könnyebb átjárót teremtett a Veltlin felé. A 20. század kezdetén az Adolf Guyer-Zeller által kezdeményezett Ofenbahn Project (Ofen-vasút terve) nem realizálódott.

## Jelentős települések

### Müstair
Müstair – 1943-ig hivatalosan Münster – település (commune, Gemeinde) a Münster-völgyben (németül Münstertal), a svájci Graubünden kanton Inn kerületében. Müstair Svájc legkeletibb települése, az olasz határ közelében fekszik. Világhírű a Benedek-rendi apácakolostora (Benediktinerinnen-Kloster St. Johann), amely a világörökségi listán szerepel.
A település lakossága a jauer nyelvet beszéli, ami egy rétoromán (bünderromanisch)  nyelvjárás. Annak ellenére, hogy a rétoromán nyelv visszaesett, arányaiban még ma is ez dominál. 1990=88%, 2000=86% rétoromán nemzetiségű. Anyanyelvként 1880=87%, 1910=88%, 1941=89%, a rétoromán. Mindemellett 1970 óta növekszik a német nyelvű kisebbség, a rétoromán stagnálása miatt. 2000-ben az anyanyelv mellett 0,67% beszélt portugálul is.
Története: A müstairi kolostorban végzett régészeti kutatások során egy bronzkori cölöpházat, valamint római kori településnyomokat találtak.
Müstair – mint az Fuorn-hágó melletti település, ős- és ókori jelentőségére utal a kolostor-rehabilitáció során fellelt településmaradvány. Maga a település az ide telepített Benedek-rendi kolostort kiszolgáló faluként jött létre, a 7-8. század folyamán. A Müstair (Münster) szó kolostort jelent, s a latin monasterium szóból származik. A kolostor 8. századi alapításának idején ezen a területen a rétoromán volt a legelterjedtebb nyelv, s ebben a régióban még napjainkban is a negyedik beszélt nyelvnek számít. A múltról a völgybeli régi helységnevek tanúskodnak: Valchava, Fuldera és természetesen: Müstair. Mindegyik az Alpok déli oldalán fekszik. Svájc más területeitől az Ofen-hágó 2149 m magas gerince választja el, ez télen igen nehezen járható.
Müstair a 12. században a völgy megerősített települése volt. 1239-ben jeleznek először piacot (vásárt?) Müstairben, ahol „szürke terítők” (?) előállítását és exportját is említik. A már korábban megtelepült lakosság 1367-ben a templomszövetségbe (Gotteshausbund) tömörült. Ezt a szervezetet 1499-ben az osztrák katonai hatóság megszüntette. A terület – 1728-tól 1762-ig (a chur-i érsek által történt) megvásárlásáig a Habsburgok birtokához, illetve a Német-római Birodalom Osztrák Főhercegségéhez tartozott. További élete és fejlődése Svájc önállóvá válása és a Müstair-völgy általános fejlődése keretében alakult.
Jelképei:Kék mezőben ezüstszínű Müstairi Kolostortemplom. A községi pecsét főmotívuma a templomépítésre utal vissza.

### Santa Maria in Silvaplana
1170-ben egy újabb településként tűnik fel  a völgyben, saját kápolnájával, (ma: Santa Maria Val Müstair) és templomával, (a mai Veiler Sielva). 1230 körül ugyanitt létesült egy hegyvidéki menedékház is. Santa Mariában a közigazgatást 1290–ben a korabeli források kommunaként (önkormányzati közösség) jegyzik.
Az Fuorn-hágó vonaláig terjedő völgy virágzása töretlen volt (ebben az időben a völgy felett a Chur-i püspök gyakorolt felügyeletet). Az innen induló, déli Valtelina (Veltlin)-be, Bormio felé, az Umbrail-hágó kiépítése már a Stilfser Joch kiépítése előtt is fontos stratégiai útnak számított, mivel az Engadin felé biztosított kapcsolatot, s ez tovább növelte a völgy és az itteni település(ek) jelentőségét.

## Lakosság
A völgynek a kolostorhoz közeli vidékén találhatunk katolikus vallású embereket. Tovább haladva, a völgyben a falvak lakói protestánsok, már a reformáció kezdeti idején Ulrich Zwingli (1483-1531) és Kálvin János (1509-1564) tanai felé fordultak.
A népesség az elműlt két évszázadban így változott:
| Év   | Lakosság |
| ---- | -------- |
| 1850 | 1483 fő  |
| 1900 | 1505 fő  |
| 1950 | 1787 fő  |
| 2000 | 1605 fő  |

## Gazdaság
Az Alsó-Veltlin felől az Umbrail-hágón és a Müstair-völgyön át Zernecig vezető útvonal az ősi (de főként az ókortól) igen fontos hadászati és kalmár-kereskedelmi jelentőséggel bírt, mivel ez biztosított fő kapcsolatot Engadin-on át Közép-Itália és Európa frank-germán területei között, mindaddig, amíg megépült a Stilfser Joch útja, amely komoly gazdasági (kalmár-kereskedelmi) visszaesést eredményezett. Napjainkban a Műstair-völgy kelet-nyugati helyzetével azonban fontos turisztikai-idegenforgalmi vonzerőt képez Svájc központi és déli területei felé és a a Fuorn-szállótól induló Livigno-irányú útvonallal a Bernina világa felé.
A völgy alapvetően agrárterületnek számít. A mezőgazdálkodáson belül a szarvasmarha-tartás és tejgazdálkodás mellett a gabonatermesztés dominál. A 60-as évektől kezdődően fejlődik a völgyben a természetközeli (természetbarát) turizmus. A továbbiakban is sérthetetlennek hagyandó táj mellett (Például a Rombaches – kisebb rész a Nemzeti Parkban – megóvása) számtalan vándor(túra)lehetőséget kínál a térségben. A környezet óvatos kiépítése Minschunsnál a sísport számára, téli turistákat fog hozni a völgybe. Ehhez kapcsolódnak még a hagyományos kézművesség és a jelentős bútoripar. Ezek jelenléte a térségben, szintén gazdasági pezsdülést és számtalan idegent, vándorturistát ad a Müstair-völgynek. 1973 óta létezik az „ooperaziun Regiunala Val Műstair”.
Az UNESCO 2006-ban döntött a Müstair Völgynek bioszféra rezervátummá nyilvánításáról. A Müstairi Szent János-kolostor a kulturális világörökség része.

## Látnivalók
- Müstairi Szent János-kolostor:
  - Müstair: Temető és kápolnam monostormúzeumm
  - Valchavában a Tal-Museum Chasa Jaur
- Fuorn-hágó (Ofen-hágó): Kilátóterasz az olasz és a svájci Alpok vidékeire
- Fuorn: Hotel Fuorn, Nemzeti park, génrezervátum
- Santa Maria in Müstair(wd): Templom és kápolna